# Rasbora
A Rasbora  a csontos halak (Osteichthyes) főosztályának sugarasúszójú halak (Actinopterygii)  osztályába, a pontyalakúak (Cypriniformes) rendjébe, a pontyfélék (Cyprinidae) családjába, és az Rasborinae alcsaládjába tartozó nem.
Csapatban úszó halak.

## Rendszerezés
A nemhez az alábbi fajok tartoznak:
- Rasbora rasbora (Hamilton, 1822)
- Rasbora daniconius (Hamilton, 1822)
- Rasbora caverii (Jerdon, 1849)
- Rasbora cephalotaenia (Bleeker, 1852)
- Rasbora bankanensis (Bleeker, 1853)
- Rasbora argyrotaenia (Bleeker, 1850)
- Rasbora sumatrana (Bleeker, 1852)
- Rasbora leptosoma (Bleeker, 1855)
- Rasbora lateristriata (Bleeker, 1854)
- Rasbora kalochroma (Bleeker, 1851)
- Rasbora einthovenii (Bleeker, 1851)
- Rasbora dusonensis (Bleeker, 1851)
- Rasbora hosii (Boulenger, 1895)
- Rasbora paviana (Tirant, 1885)
- Rasbora philippina (Günther, 1880)
- Rasbora trilineata (Steindachner, 1870)
- Rasbora aurotaenia (Tirant, 1885)
- Rasbora borneensis (Bleeker, 1860)
- Rasbora calliura (Boulenger, 1894)
- Rasbora agilis (Ahl, 1937)
- Rasbora aprotaenia (Hubbs & Brittan, 1954)
- Rasbora atridorsalis (Kottelat & Chu, 1987)
- Rasbora baliensis (Hubbs & Brittan, 1954)
- Rasbora beauforti (Hardenberg, 1937)
- Rasbora borapetensis (Smith, 1934)
- Rasbora brittani (Axelrod, 1976)
- Rasbora bunguranensis (Brittan, 1951)
- Rasbora caudimaculata (Volz, 1903)
- Rasbora chrysotaenia (Ahl, 1937)
- Rasbora dorsinotata (Kottelat & Chu, 1987)
- Rasbora dorsiocellata (Duncker, 1904)
- Rasbora elegans (Volz, 1903)
- Rasbora ennealepis (Roberts, 1989)
- Rasbora gerlachi (Ahl, 1928)
- Rasbora gracilis (Kottelat, 1991)
- Rasbora hobelmani (Kottelat, 1984)
- Rasbora hubbsi (Brittan, 1954)
- Rasbora jacobsoni (Weber & de Beaufort, 1916)
- Rasbora johannae (Siebert & Guiry, 1996)
- Rasbora kalbarensis (Kottelat, 1991)
- Rasbora kottelati (Lim, 1995)
- Rasbora labiosa (Mukerji, 1935)
- Rasbora laticlavia (Siebert & Richardson, 1997)
- Rasbora meinkeni (de Beaufort, 1931)
- Rasbora myersi (Brittan, 1954)
- Rasbora pauciperforata (Weber & de Beaufort, 1916)
- Rasbora paucisqualis (Ahl & Schreitmüller, 1935)
- Rasbora punctulatus (Seale & Bean, 1907)
- Rasbora reticulata (Weber & de Beaufort, 1915)
- Rasbora rubrodorsalis (Donoso-Büchner & Schmidt, 1997)
- Rasbora rutteni (Weber & de Beaufort, 1916)
- Rasbora sarawakensis (Brittan, 1951)
- Rasbora semilineata (Weber & de Beaufort, 1916)
- Rasbora spilocerca (Rainboth & Kottelat, 1987)
- Rasbora spilotaenia (Hubbs & Brittan, 1954)
- Rasbora steineri (Nichols & Pope, 1927)
- Rasbora subtilis (Roberts, 1989)
- Rasbora taeniata (Ahl, 1922)
- Rasbora tawarensis (Weber & de Beaufort, 1916)
- Rasbora taytayensis (Herre, 1924)
- Rasbora tobana (Ahl, 1934)
- Rasbora tornieri (Ahl, 1922)
- Rasbora trifasciata (Popta, 1905)
- Rasbora tubbi (Brittan, 1954)
- Rasbora tuberculata (Kottelat, 1995)
- Rasbora vaterifloris (Deraniyagala, 1930)
- Rasbora volzii (Popta, 1905)
- Rasbora wijnbergi (Meinken, 1963)
- Rasbora wilpita (Kottelat & Pethiyagoda, 1991)
- Rasbora vulcanus (Tan, 1999)
- Rasbora septentrionalis (Kottelat, 2000)
- Rasbora amplistriga (Kottelat, 2000)
- Rasbora ornatus (Vishwanath & Laisram, 2005)
- Rasbora notura (Kottelat, 2005)
- Rasbora dies (Kottelat, 2007)